# Mayan Queen IV
M/Y Mayan Queen IV är en superyacht tillverkad av Blohm + Voss i Hamburg i Tyskland. Hon levererades 2008 till sin ägare Alberto Baillères González, mexikansk gruvmagnat och miljardär. Superyachten designades exteriört av Tim Heywood Design och interiört av Terence Disdale. Mayan Queen IV är 92–93,25 meter lång och har en kapacitet på 16 passagerare fördelat på åtta hytter. Den har en besättning på 24 besättningsmän.
Superyachten kostade mellan 140 och 150 miljoner amerikanska dollar att bygga.

## Galleri

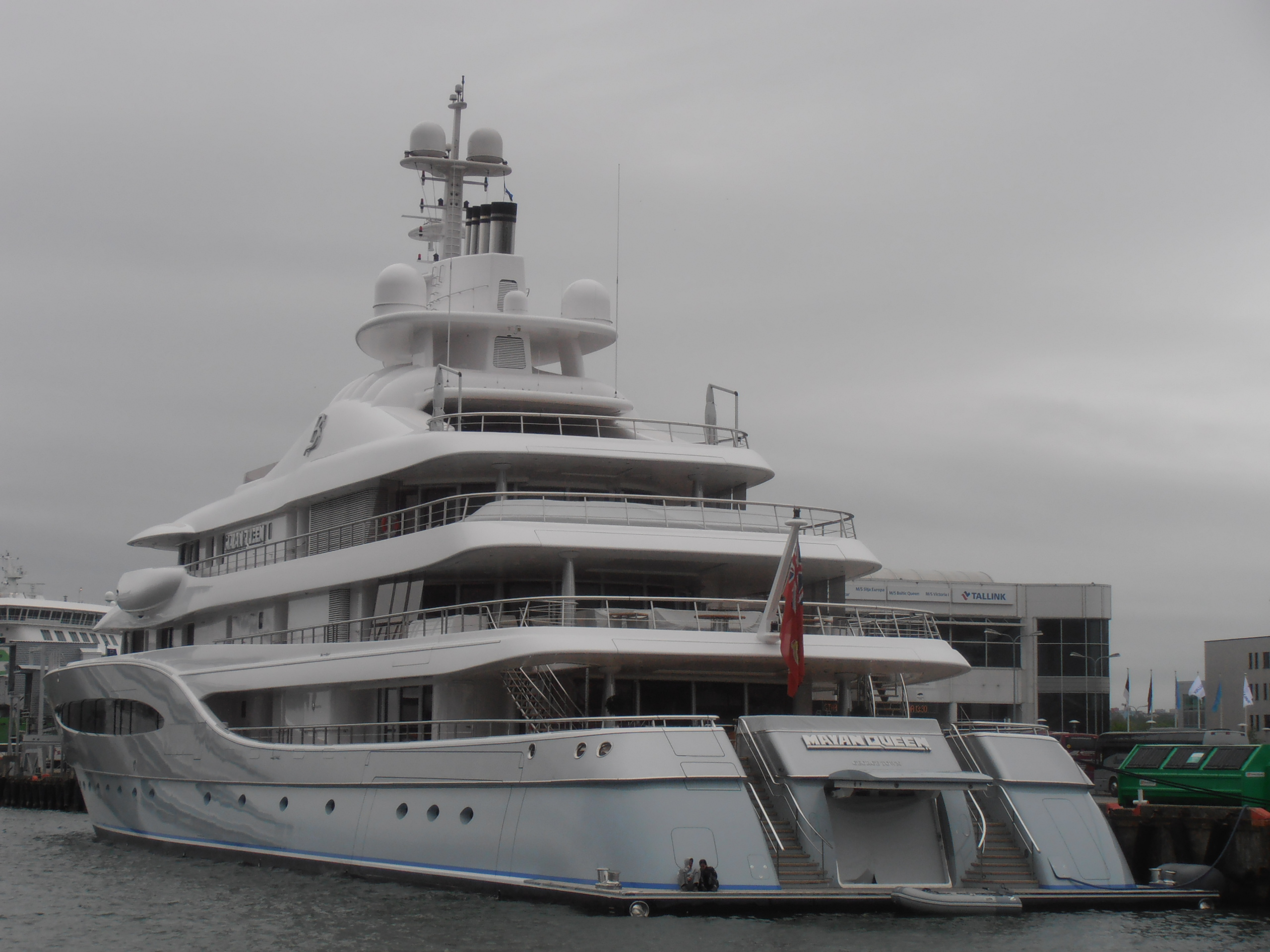
Mayan Queen IV i Tallinn i Estland i maj 2013.